# Sajenice
Sajenice je naselje u slovenskoj Općini Mirna. Sajenice se nalazi u pokrajini Dolenjskoj i statističkoj regiji Jugoistočnoj Sloveniji. 

## Stanovništvo
Prema popisu stanovništva iz 2002. godine naselje je imalo 35 stanovnika.